# Raba, Koroška (reka)
Raba (nemško Raba) je rečica dolga okoli 9 kilometrov na Celovškem polju na Južnem Koroškem v Avstriji.

## Tok
Raba izvira v nižinskem barju, ki so ga z drenažnimi ukrepi spremenili v kmetijsko zemljišče v tržni občini Gospa Sveta blizu vasi Vogliče (nemško Winklern), in sprva teče kot potoček v smeri proti jugu po dolinici med Gosposvetsko goro in Na Tamnah (nemško Sechzigerberg), nato se približa vasi Ovše (nemško Gottesbichl), nato teče mimo  Gundrske vasi, Partovce ter ribnikov vzhodno od vzletno-pristajalne steze Celovškega letališča, postopoma spremeni smer proti jugovzhodu in odvaja vodo z ravnine na Celovškem polju vzhodno od Celovca, kjer teče skozi polja, travnike, pašnike in majhne gozdne površine.
Potok se nadaljuje med vasema Hutna vas (nem. Gutendorf) in Trdnja vas (nemško Hörtendorf). Na severovzhodu Limarje vasi (nem. Limmersdorf) teče Raba skozi rodovitna kmetijska zemljišča. Majhen vodotok kmalu doseže. Delnjo vas (nem. Niederdorf) v občini Žrelec) in se južno od železniškega mostu izliva v reko Krko.

## O imenu in domači literaturi
Raba ima v obeh deželnih jezikih, v slovenščini in nemščini isto ime, Raba. 
Raba in njeno porečje ter izvirno slovenska ledinska imena ob njej so literarni siže v delih domačega  poljanskega koroško slovenskega avtorja Bojan Schnabla (v delih kot Magnolija in tulipani, Poljanski camino in Klagenfurter Feld).
V pripovedi "Na Tamnah" opisuje, kako so se domači karantanski oz. kasneje koroški kosezi po koncu obredov v Gospe Sveti ob ustoličevanju karantanskih knezov in koroških vojvodov vrnili ponoči ob reki Rabi, ob vznožju gore Na Tamnah nazaj na svoje gospode na Celoveškem polju.

## Zgodovinske znamenitosti
Za načrtovanje in izvedbo regulacije Rabe ter melioracijo mokrotnih travnikov, barij, mahovja in močvirja na povodju tega majhnega vodotoka je bil zadolžen travniški mojster Josef Eckert. Ti ukrepi, ki so bili pomembni za boljšo rabo kmetijskih zemljišč, so se izvajali od konca 19. stoletja.
Danes melioracijska zadruga Zell-Winklern (Sele-Vogliče) zastopa interese tistih kmetov na območju izvira, katerih zemljišča se odvajajo v reko Rabo.

## Galerija
- izvir rabe, v ozadju vas Vogliče in gora na Tamnah
- Spominski kamen Josefu Eckertu zahodno od Ovš
- Raba zahodno od Delnje vasi Niederdorf
- izliv Rabe pod mostom čež Krko pri Delnji vasi